# 한태연
한태연(韓泰淵, 1916년 1월 5일~2010년 9월 20일)은 대한민국의 법학자, 법조인, 정치인이다. 함경남도 영흥군 출생으로 본관은 청주(淸州), 호(號)는 율산(栗山)이다. 유신헌법 제정 실무작업에 참여하였다.
민주공화당의 전국구 의원으로 제6대 국회의원을 지냈으며 유신 정권 당시 유신정우회 소속으로 9·10대 국회의원을 지냈다.
2010년 9월 20일, 94세의 나이로 사망했다.

## 학력
- 1943년 일본 와세다 대학교 법학과 학사
- 1956년 대한민국 국방대학교 행정학사 1기
- 1967년 영남대학교 대학원 법학석사
- 1971년 영남대학교 대학원 법학박사

## 약력
- 일본 고등문관시험 행정과 합격
- 성균관대학교 전임강사
- 서울대학교 법과대학 교수
- 동국대학교 교수
- 1963년~1967년: 제6대 국회의원 (민주공화당)
- 1968년~1973년: 변호사 개업[3]
- 1969년: 한국헌법학회 회장
- 1973년: 서울신문 주필
- 1973년~1980년: 제9, 10대 국회의원 (유신정우회)
- 동아대학교 대학원 교수

## 역대 선거 결과
|  | 33.5% |

|  | 0% |

|  | 0% |

## 같이 보기
- 유신헌법